# IRT Nostrand Avenue Line
A Linha da Avenida Nostrand (IRT), em inglês:  IRT Nostrand Avenue Line é uma das linhas de trânsito rápido do metrô de Nova Iorque. Foi inaugurada em 23 de agosto de 1920 (104 anos). Esta linha é uma secção da rede ferroviária que é operada pelo IRT (em inglês:  Interborough Rapid Transit Company), que é uma subdivisão da Divisão A do Metrô de Nova Iorque.